# Matka Boża Pomyślności

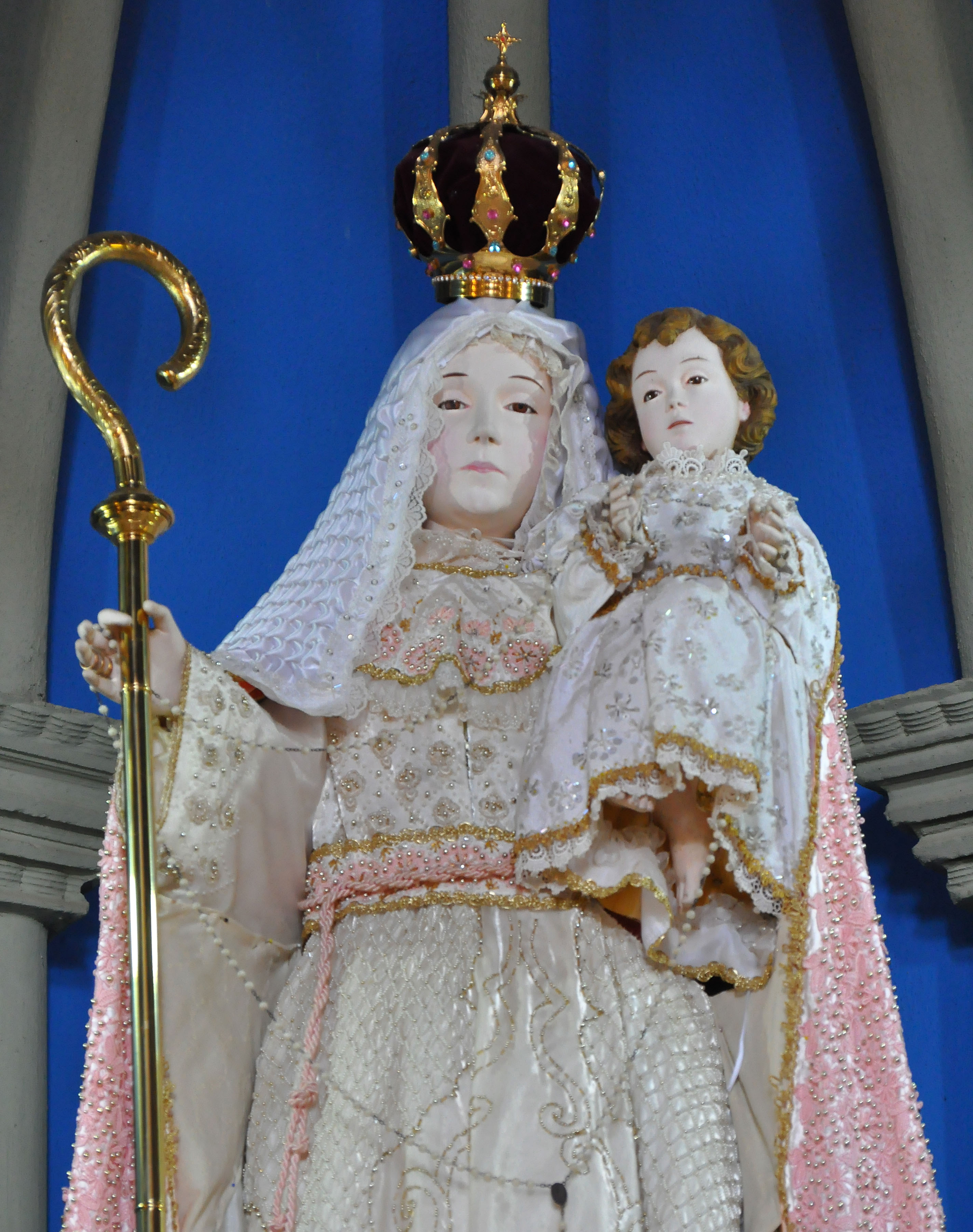
Matka Boża Pomyślności w Portugalii

Matka Boża Pomyślności – jeden z tytułów Najświętszej Maryi Panny. Matka Boża Pomyślności jest przedstawiana na wielu wizerunkach religijnych na świecie, w tym kilka w Hiszpanii, jeden w Quito w Ekwadorze i jeden w mieście Parañaque na Filipinach. Powstanie wizeunku w Quito zostało zainspirowane objawieniami otrzymanymi przez błogosławioną Mariannę Franciszkę de Jesús Torres y Berriochoa.

## Hiszpania
Początki kultu Matki Bożej Pomyślności (hiszp. Nuestra Señora del Buen Suceso) wiążą się z Hiszpanią. W 1571 dwaj zakonnicy Gabriel de Fontaned i Guillemo de Rigosa udali się w podróż do Rzymu, by zyskać aprobatę papieża Pawła V dla nowego zakonu i możliwość rozszerzenia swojej posługi na teren całego Półwyspu Iberyjskiego. W czasie podróży przez Katalonię natknęli się na burzę. Schronienie znaleźli w jaskini, w której natknęli się figurkę Matki Bożej z Dzieciątkiem. Nie wiedzieli kto ją wykonał, ani kto ją tam zostawił. Wierzyli jednak, że to sama Matka Boża wskazała im to schronienie. Kiedy burza się skończyła ruszyli w dalsza drogę zabierając figurkę. W Rzymie uzyskali aprobatę papieża dla nowego zakonu. Papież pobłogosławił otrzymaną od nich figurkę nadając jej imię Matki Bożej Pomyślności. Początkowo została umieszczona w Szpitalu Królewskim w Madrycie. Jednak wkrótce zaczął się rozwijać jej kult wśród szerokiej rzeszy ludności, spowodowany przypisywanymi jej cudami i łaskami – zwłaszcza uzdrowieniami.  Z tego powodu król Filip II Habsburg zdecydował o budowie sanktuarium w Madrycie. Kult Matki Bożej Pomyślności ogarnął wkrótce całą Hiszpanię. Powstało wiele kopii Maryi czczonej pod tym wezwaniem.

## Ekwador
W 1577 pięć sióstr koncepcjonistek przybyło z Hiszpanii do Quito, w dzisiejszym Ekwadorze, aby założyć pierwszy klasztor. Jedna z nich, Marianna Franciszka de Jesús Torres y Berriochoa, w latach 1588–1634 doznała serii objawień od Matki Bożej. W czasie objawień siostra Marianna została poinformowana o kryzysie, jaki nastąpi wśród chrześcijan pod koniec XIX wieku, a zwłaszcza w XX wieku. Kryzys objawić się miał drastycznym spadkiem powołań kapłańskich, zanikiem wiary oraz rozwiązłością obyczajów.
W 1599 roku Matka Boża ukazała się zakonnicy wraz z Dzieciątkiem na lewej ręce. W prawej trzymała pastorał. Przedstawiła się jako Matka Boża Pomyślności. Wydała zakonnicy polecenie stworzenia jej wizerunku  w takiej formie jakiej się jej ukazała.
"Życzeniem mojego Najświętszego Syna jest, abyś rozpoczęła starania o budowę statuy przedstawiającej mnie taką, jaką widzisz teraz. Polecisz ustawić ją w siedzibie przełożonej – tak abym mogła zarządzać swoim klasztorem.

W prawej ręce mam trzymać pastorał i klucze do klasztoru, jako znak posiadania i autorytetu. Na lewej ręce każesz umieścić moje Boże Dziecię, aby ludzie rozumieli, że jestem wszechmocna, aby złagodzić sprawiedliwość Bożą i otrzymać miłosierdzie i odpuszczenie grzechów dla każdego grzesznika, który przyjdzie do mnie ze skruszonym sercem, ponieważ ja jestem Matką Miłosierdzia i nie ma we mnie, jak tylko dobroć i miłość; i w końcu niech zawsze, moje córki wiedzą, że wskazuję im i daję swojego najświętszego Syna i ich Boga jako wzór doskonałości religijnej. Niech przychodzą do mnie, a ja ich do Niego poprowadzę".
W 1610 roku siostra Marianna uzyskała zezwolenie biskupa  na wykonanie rzeźby. Wykonanie figury powierzono znanemu z pobożności rzeźbiarzowi Francisco del Castillo. Cudowny posąg Matki Boskiej Pomyślności został pobłogosławiony 2 lutego 1611 roku.

## Filipiny
W katedrze w Parañaque, na Filipinach, znajduje się posąg "Matka Boża Pomyślności" (po filipińsku Ina ng Mabubuting Pangyayari).
Posąg został przywieziony z Hiszpanii w 1625 roku przez braci augustianów, jako dar od króla do konwertytów filipińskich. 8 września 2000 roku Ikona Matki Bożej Pomyślności została ukoronowana patronką diecezji Parañaque wraz ze św. Andrzejem Apostołem. 10 sierpnia 2012 r. dekret papieża Benedykta XVI ogłosił katedrę św. Andrzeja "Diecezjalnym Sanktuarium Matki Bożej Pomyślności".

## Kult
W Ekwadorze i Hiszpanii święto Matki Bożej Pomyślności obchodzone jest 2 lutego (w ten sposób zbiegła się ze Świętem Oczyszczenia).